# Jaderná elektrárna Hidaka
Jaderná elektrárna Hidaka (japonsky 日高原子力発電所, Hidaka genširjoku hacudenšo) byla plánovaná jaderná elektrárna v Japonsku. Měla se nacházet poblíž města Hidaka v prefektuře Wakajama. Projekt byl zrušen v roce 2005. Elektrárnu měla vlastnit a provozovat společnost Kansai Electric Power Company.

## Historie a technické informace

### Počátky
V roce 1967 starosta města Hidaka oznámil svůj záměr přilákat investora pro jadernou elektrárnu. V reakci na to ale společnosti Ao Ward a Hiizaki Fisheries Association přijaly rezoluci o opozici. Kvůli tomu starosta svůj záměr stáhl. Tehdy bylo plánováno postavit jeden tlakovodní reaktor Westinghouse o výkonu asi 700 MW.
V roce 1975 Kansai Electric Power Company oslovila město Hidaka, aby provedla environmentální studii v oblasti Oura v rámci přípravy na výstavbu dvou jaderných elektráren o výkonu 1200 MW. Ačkoli byly ekologické průzkumy dočasně pozastaveny po havárii jaderné elektrárny Three Mile Island v roce 1979, Kansai Electric Power Company zahájila pozemní průzkumy environmentálního hodnocení v roce 1981. Když v roce 1984 začaly námořní průzkumy, rybářské svazy a místní obyvatelé byli rozděleni na zastánce a odpůrce, což vyvolalo chaos a nebylo dosaženo žádného závěru.
V roce 1986 došlo k havárii jaderné elektrárny v Černobylu a opoziční hnutí, včetně těch v okolních městech a obcích, začala být aktivní. V roce 1990 byl zvolen opoziční starosta, který působil tři funkční období, tedy 12 let. To činilo výstavbu obtížnou.

### Nový projekt
V roce 1993 byl projekt přepracován a počítal s dvěma bloky APWR o hrubém výkonu 1350 MW a čistém 1296 MW. V roce 1994 se počítalo s uvedením do provozu v roce 2010. Již v roce 1995 byla tato předpověď posunuta na rok 2014. Rokem 1997 ale společnost Kansai Electric Power Company uvedla, že plánuje uvést reaktory do provozu v letech 2007 a 2008. Nakonec v roce 2000 byl navrácen termín roku 2014 pro první blok a pro druhý termín stanoven nebyl.

### Zrušení projektu
Ve volbách starosty v roce 2002 byl opět zvolen opoziční starosta, Naka Jošio. Bezprostředně po svém zvolení a poté znovu v roce 2004 požádal starosta společnost Kansai Electric Power Company o zrušení plánování jaderné elektrárny. V roce 2005 byl plán zrušen poté, co byla lokalita vyřazena ze seznamu národního plánování rozvoje. O protijaderném hnutí byl v roce 2013 natočen dokument.
V prefektuře Wakajama existovaly plány na výstavbu jaderných elektráren ve městech Hidaka, Hikigawa, Načikacura a Koza, ale výstavba ani jedné z nich se nikdy neuskutečnila.

## Informace o reaktorech
| Reaktor  | Typ reaktoru | Výkon   | Výkon   | Zahájení výstavby                      | Připojení k síti                       | Uvedení do provozu                     | Uzavření |
| Reaktor  | Typ reaktoru | Čistý   | Hrubý   | Zahájení výstavby                      | Připojení k síti                       | Uvedení do provozu                     | Uzavření |
| -------- | ------------ | ------- | ------- | -------------------------------------- | -------------------------------------- | -------------------------------------- | -------- |
| Hidaka-1 | APWR         | 1296 MW | 1350 MW | plánovaná výstavba zrušena v roce 2005 | plánovaná výstavba zrušena v roce 2005 | plánovaná výstavba zrušena v roce 2005 |          |
| Hidaka-2 | APWR         | 1296 MW | 1350 MW | plánovaná výstavba zrušena v roce 2005 | plánovaná výstavba zrušena v roce 2005 | plánovaná výstavba zrušena v roce 2005 |          |